# Famille Prudhomme de La Boussinière
La famille Prudhomme de La Boussinière  ou de Prudhomme de La Boussinière (selon les branches), anciennement Prudhomme,  est une famille  originaire de Mareil-en-Champagne dans la Sarthe dont la filiation suivie débute au XVIIe siècle.
Elle compte parmi ses membres des notaires royaux, un procureur du roi au grenier à sel de Loué, un échevin et conseiller du roi à l'hôtel de ville du Mans, membre en 1787 de l'Assemblée provinciale consultative de la Généralité de Tours, un conseiller-secrétaire du roi auprès du parlement de Grenoble de 1782 à 1790, deux députés à la Chambre ecclésiastique des décimes auprès de l'évêque d'Orléans, dont l'un est élu évêque constitutionnel de la Sarthe en 1791, une personnalité républicaine du Mans au XIXe et trois membres de la Légion d'honneur.
Au début du XIXe, elle se divise en deux branches subsistantes de nos jours. La branche aînée est anoblie par lettres patentes du roi Charles X du 16 avril 1825. La branche cadette est, selon des sources, anoblie par une charge de secrétaire du roi auprès du parlement de Grenoble occupée de 1782 à 1790, ou de noblesse inachevée.

## Histoire

Situation géographique du département de la Sarthe en France.

### Onomastique
Le patronyme Prudhomme est courant, il arrive au 804e rang des noms les plus portés, en particulier en Normandie et dans le Nord de la France, désignant un « homme sage », prudent. Comme nom commun, il vient du bas latin prodis signifiant « profit, avantage », associé à homo, et apparaît dans la Chanson de Roland (1080) sous la forme prodom (prod hom) avec le sens de « homme de valeur »; au milieu du XIIIe siècle, époque de la formation des noms de famille, sa forme devient preudhome et désigne un « homme expert dans un métier ».

### Sous l'Ancien Régime

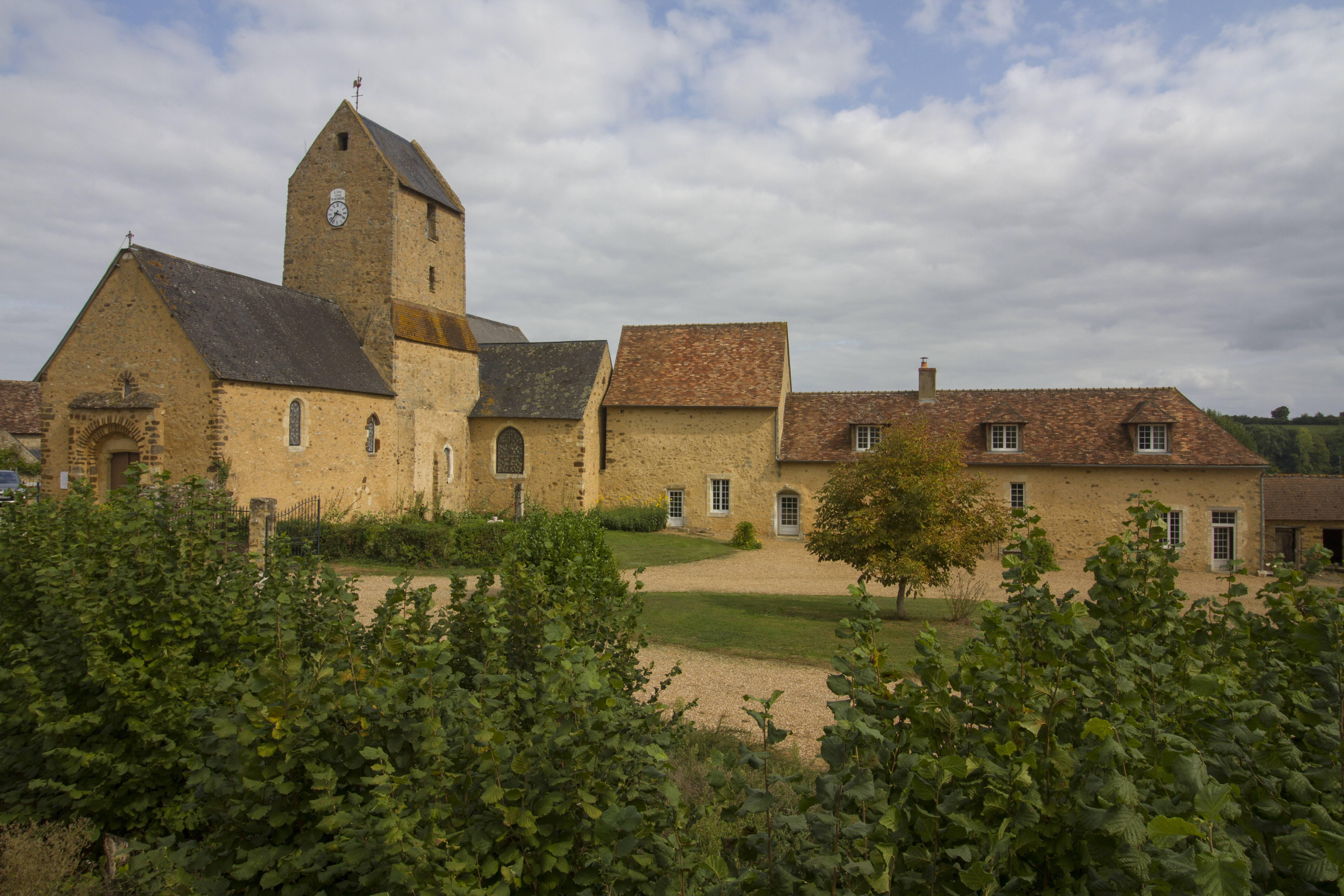
Vue de Mareil-en-Champagne

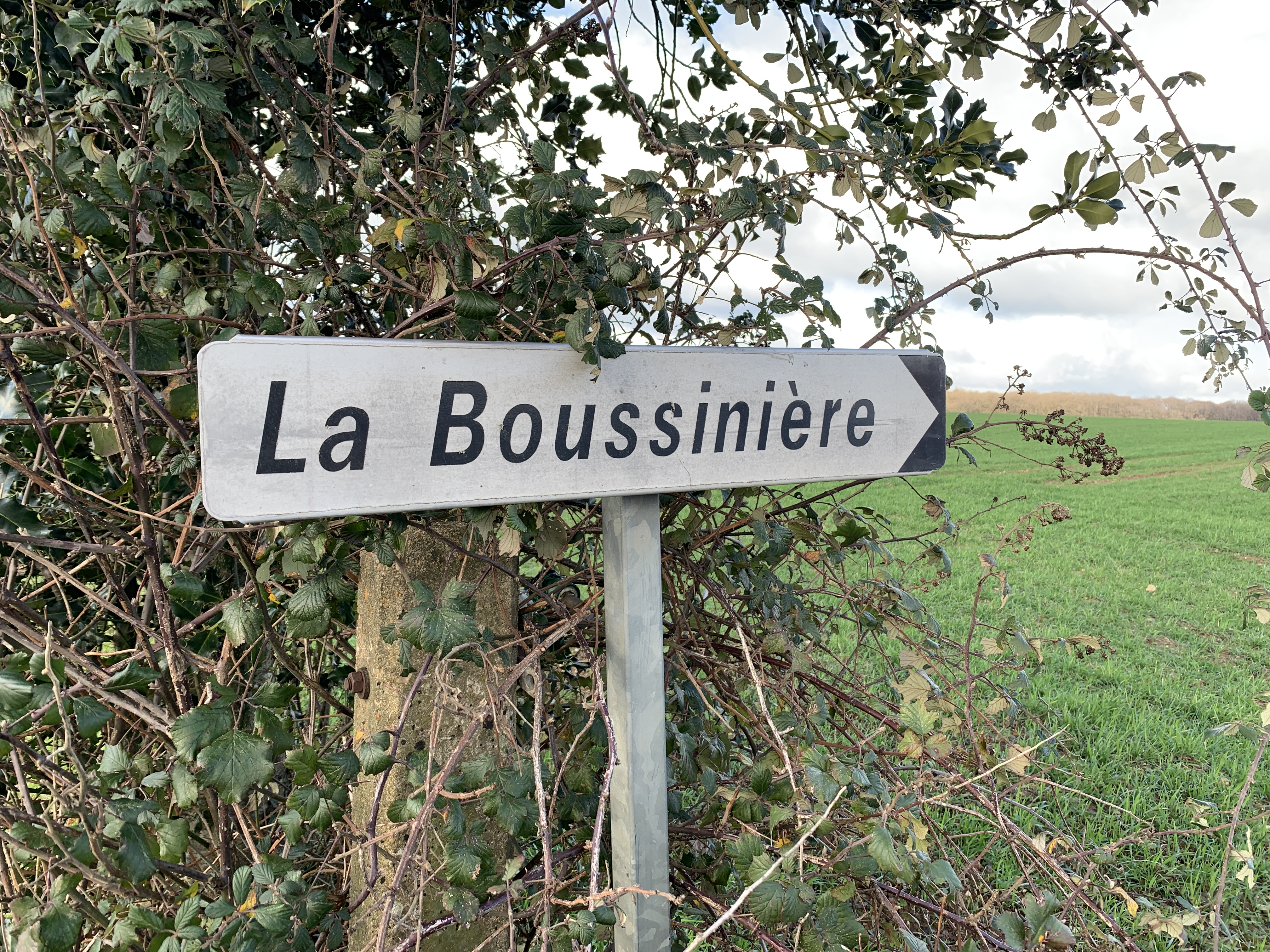
Panneau du lieu-dit de La Boussinière

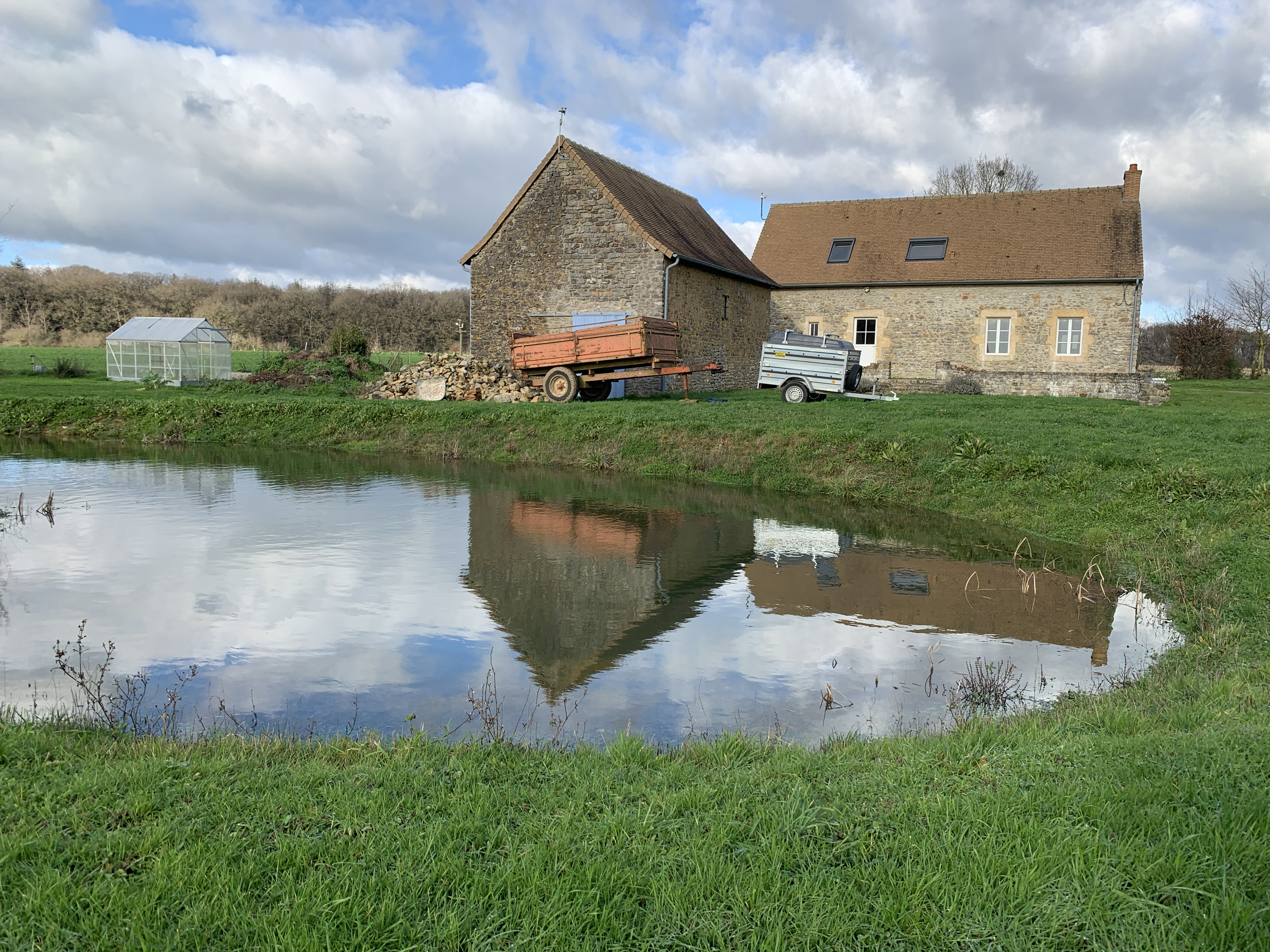
Logis seigneurial de La Boussinière - Mareil en Champagne (72000)

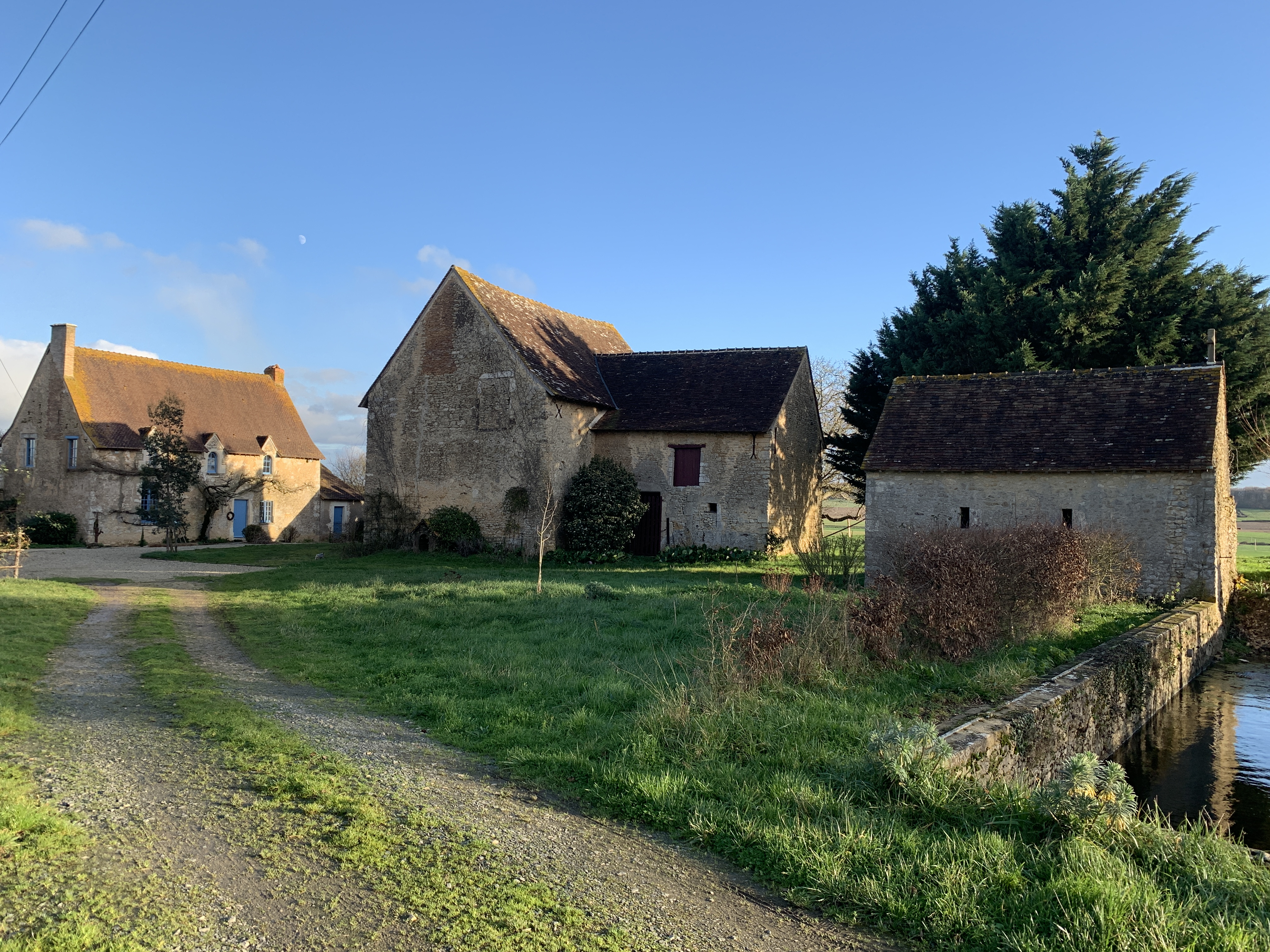
Logis seigneurial de Monceaux - Saint Christophe en Champagne (72000)

La filiation suivie débute avec Jacques Prudhomme et Mathurine Luisné, mentionnés dans l’acte de mariage de leur fils Guillaume Prudhomme « marchand et paroissien de Mareil-en-Champagne » (Sarthe) en 1674 et marié le 24 avril 1673 à Louise Houdebert.

#### Guillaume Emmanuel Prudhomme, notaire à Mareil-en-Champagne
Guillaume Emmanuel Prudhomme (1674-1762), fils d'« honnête Guillaume Prudhomme », marchand à Mareil-en-Champagne, devient notaire royal dans la même paroisse et exerce son office pendant soixante ans. Son épouse, née Marie Crié ou Cryé, meurt en 1721.
Le couple a cinq enfants, deux filles et trois fils dont les deux premiers continuent dans le notariat : Louis qui s'intitule sieur du Perray lui succède dès 1748 dans sa charge notariale de Mareil-en-Champagne, et Joseph. Ces derniers ne laissent aucune trace de descendance connue. Pour illustrer l’avantage financier de leur office notarial, André Bouton dans le chapitre qu’il consacre aux Prudhomme notaires dans Le Maine XVIIe siècle et XVIIIe siècle précise que « les notaires de cette époque s’enrichissaient avec les biens de leurs débiteurs insolvables et, étant les seuls praticiens dans les paroisses trouvaient le moyen de payer fort peu d’impôts, surtout celui de la taille ».
Guillaume-Emmanuel sera sieur du Rocher en 1721, signe d'acquisition d'un fief et du début d’une ascension sociale. Cette ascension continue avec le troisième fils, René Prudhomme (1701-1788), sieur ou seigneur de La Boussinière, seigneur des Touches, etc., à Brains près de Loué, procureur du grenier à sel de Loué, et qui est à l'origine de la famille actuelle.

#### René Prudhomme de la Boussinière, un bourgeois influent au Mans

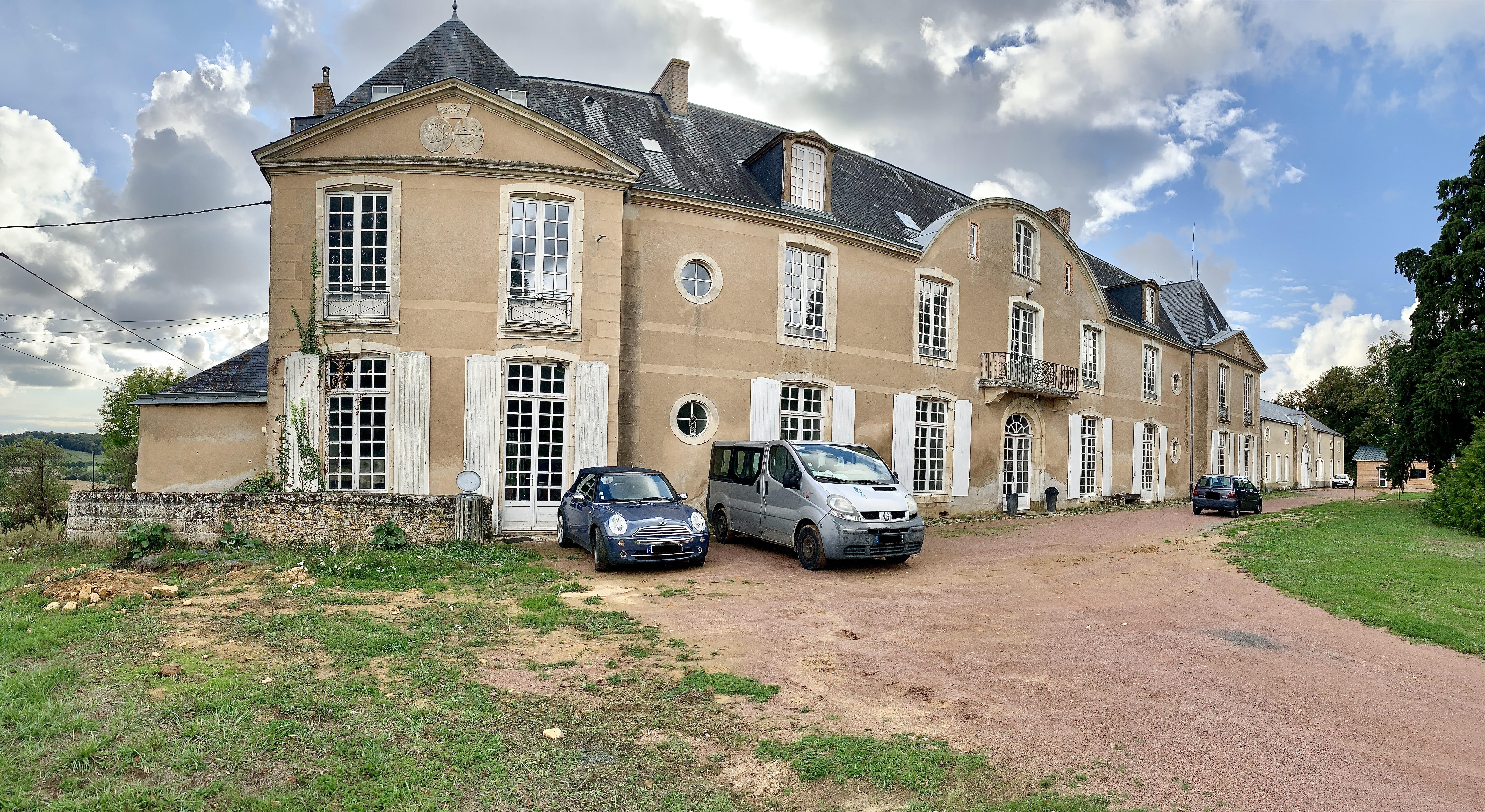
Le château des Touches à Brains-Sur-Gée.

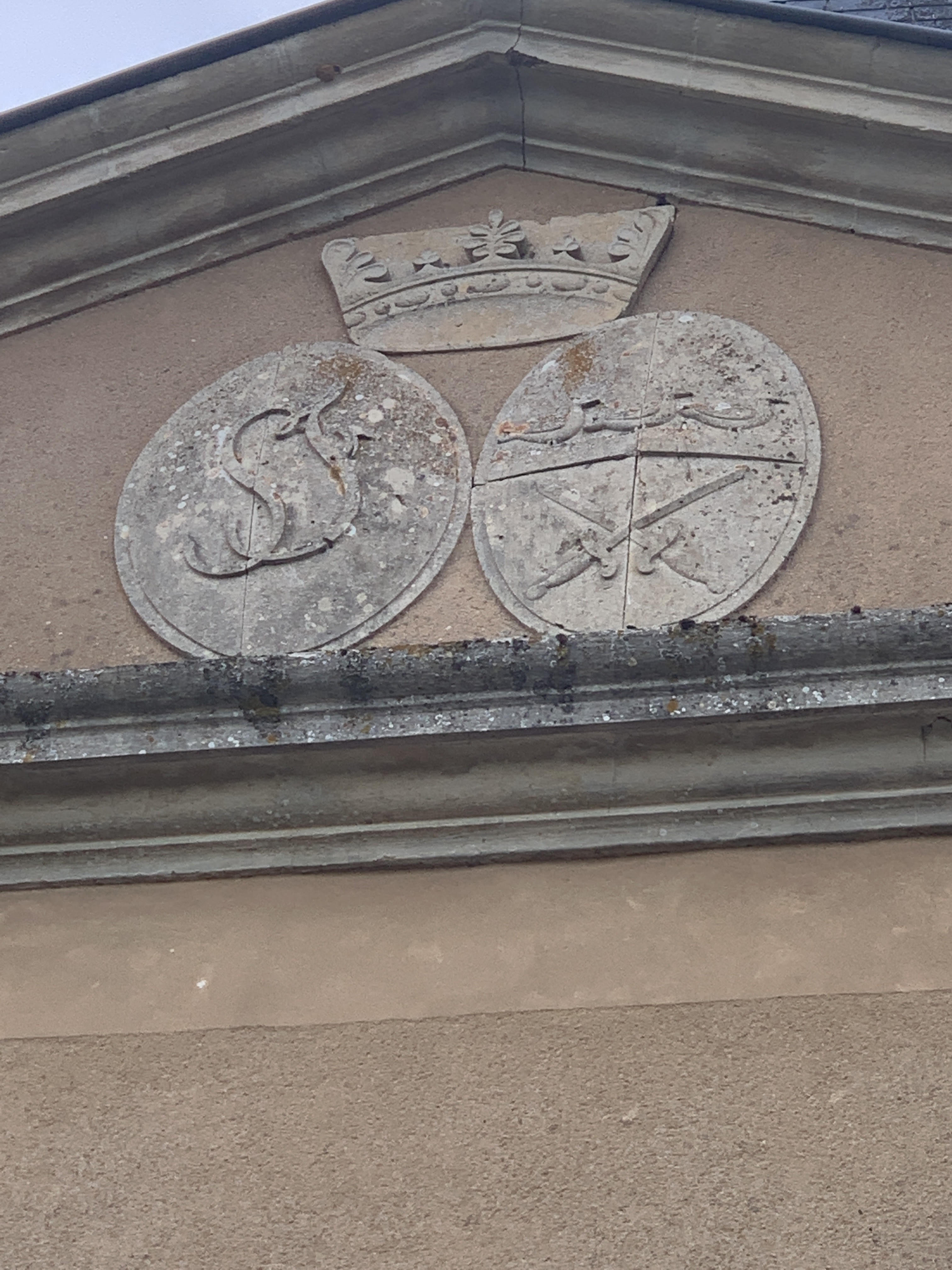
Blason au fronton du château des Touches.

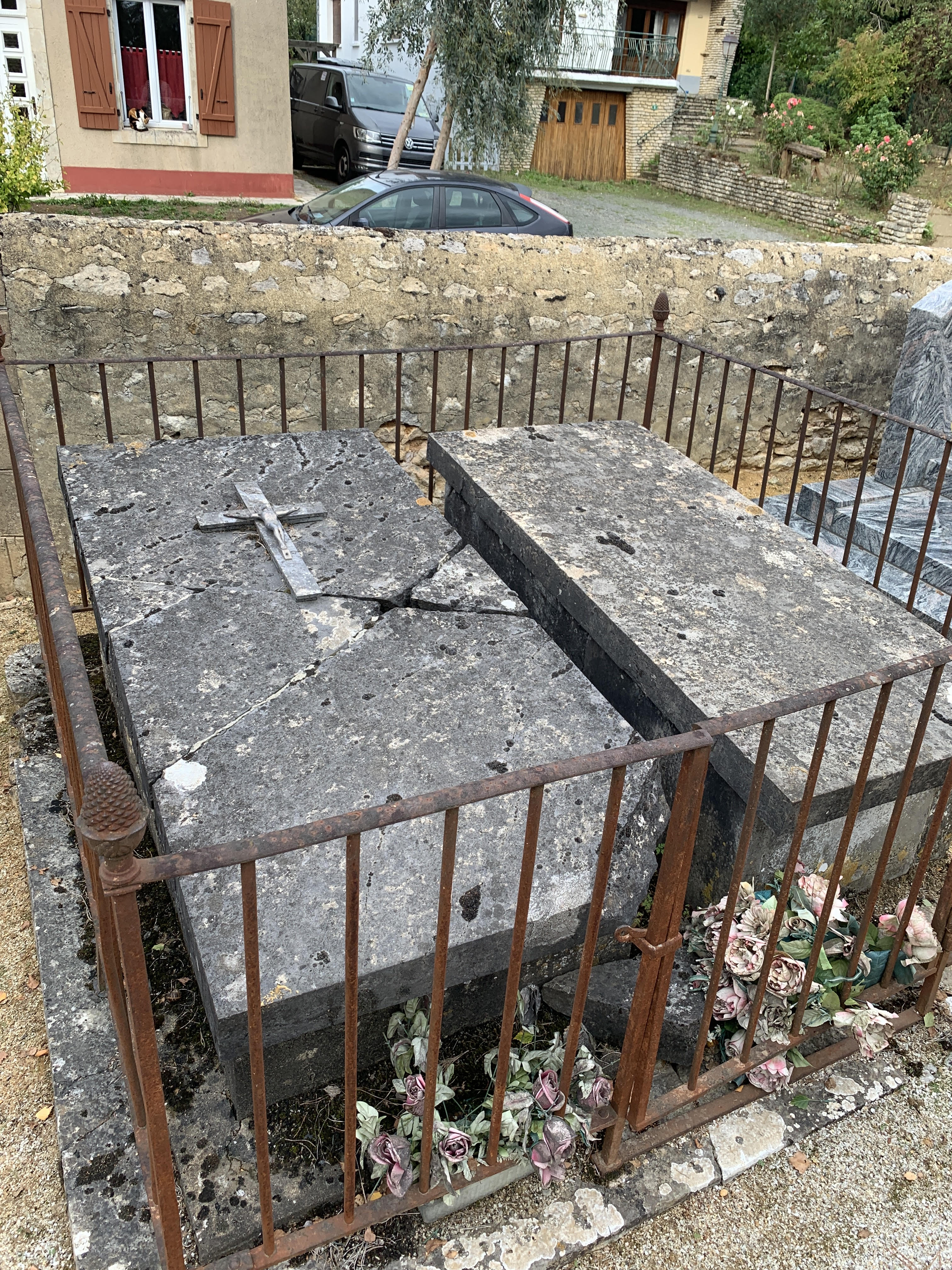
À gauche sépulture de Jacques-Guillaume Prudhomme de la Boussinière (1728-1812) et à droite celle de son père René (1701-1788).

Né en 1701, André Bouton écrit à son sujet « ayant un sens remarquable des affaires, il débuta dans la carrière en 1722, où il se titrait déjà de la Boussinière, comme greffier de la châtellenie de Loué et procureur du grenier à sel de cette petite ville ». Il épouse Jeanne Bainville, fille du contrôleur du grenier à sel de Bonnétable qui a fait une belle fortune. Il achète ainsi plusieurs seigneuries, accédant ainsi à la classe des seigneurs propriétaires, propice à l'élévation sociale : « La propriété d'une seigneurie est une dignité sociale »,,. « Il sortait de cette bourgeoisie riche et libérale qui n'aspirait qu’à monter (...). Les Prudhomme, disait la malice populaire, avaient toujours su tirer parti de la gestion des affaires d'autrui ».
Il vient habiter la paroisse de Gourdaine au Mans et devient procureur de la fabrique, il y fait bâtir vers 1740 un remarquable hôtel particulier.
René Prudhomme de la Boussinière est choisi en 1761 par le roi Louis XV pour être membre du bureau de la société royale d'agriculture du Mans nouvellement créé, il en devient directeur en 1775. Gérard Blanchard, de la Société d'agriculture, sciences et arts de la Sarthe écrit à son sujet : « Sa réussite sociale est éclatante. […] Chargé du canton de Brûlon, au sein du [Bureau de la société royale d'agriculture du Mans], il présente des travaux sur les charrues et le sillonage des terres, sur la façon de fixer et de percevoir les dîmes, sur les dommages causés par les animaux aux cultures… ».
En 1770, René Prudhomme reçoit la reconnaissance des Manceaux, pour le tour de force qu'il réalise lors de la famine de 1770. Cette année-là, la disette frappe toute la province du Maine et le pain est très cher. Cette crise porte à 4000, le quart de la population totale, le nombre des pauvres de la ville du Mans. René Prudhomme fut chargé par l'Intendant d'acheter à Nantes une provision de seigle ; il en fit charger quatre grandes gabares et utilisa une hausse extraordinaire de la rivière Sarthe pour amener sa cargaison jusqu'à Bouches-d'Huisne aux portes du Mans alors que la navigation ne dépassait jamais Malicorne, plus de 30 kilomètres plus bas.
En 1775, il devient échevin du Mans et directeur de la Société Royale d'Agriculture.
En 1778, il est alors conseiller du roi et devient contrôleur ordinaire des Guerres.
En décembre 1787, il est désigné député du tiers état de l'Assemblée provinciale consultative de la Généralité de Tours mise en place par le roi Louis XVI,.
Il meurt en 1788 dans son château des Touches et il est enterré sur ses terres de Brains. Son fils Jacques fait graver sur son caveau : « Cy gist le corps de M. René Prudhomme de la Boussinière, seigneur des Brains, les Touches, les Grandes-Métairies, la Gravelle, Vauguyon, Saint-Christophe, Monceau, La Barberie, Mésimon, la Grande-Buchaille et autres lieux ». Lors des partages entre les fils sa fortune est estimée à plus de 300 000 livres. À cette époque un ouvrier non nourri peut espérer gagner une livre par jour, et à la fin du XVIIIe siècle 100 000 livres est le prix d'un gros château avec 500 hectares de terres.
René Prudhomme de La Boussinière a trois fils : Jacques-Guillaume-René-François et Pierre, qui entrent dans les Ordres, et René François, qui suit. 

#### René François Prudhomme de la Boussinière, président en l'élection du Mans, subdélégué, magistrat
Le troisième fils de René Prudhomme est René François Prudhomme de La Boussinière (il porte le nom de Prudhomme des Touches lors de son mariage en 1765, et le nom Prudhomme de La Boussinière en 1789.
En 1753, il étudie au collège de l'Oratoire du Mans où il soutient une thèse en physique et une thèse en morale. Sa thèse de physique sera très applaudie.
Gaspard-César-Charles de Lescalopier, intendant de la généralité de Tours, le nomme président au siège de l'élection du Mans en 1761 et son subdélégué au Mans en 1764,,. Il sera toujours à ce poste en 1789.
Il achète en 1782 une charge anoblissante de secrétaire du roi auprès du parlement de Grenoble.
L’historien Paul Bois écrit[réf. à confirmer] : « Il existe des cas gênants où la précision même des documents ne peut faire foi. C'est ainsi qu'un acte est passé en 1775 à Brains-sur-Gée (bureau de Crannes) au nom de « Prudhomme de La Boussinière, bourgeois du Mans, seigneur des Touches en Brains ». Or ledit Prudhomme figurera sur la liste des nobles pour les élections aux États généraux[Laquelle ?]. Noblesse officiellement acquise dans l'intervalle ou usurpée ? Peu importe. En tout cas noblesse de fait sinon de droit (…) aussi a-t-il paru correct de porter ledit Prudhomme de la Boussinière parmi les acheteurs nobles ». 
André Bouton, historien du Maine, écrit au sujet de René François Prudhomme de La Boussinière : « En 1782, il se fit anoblir en achetant une charge honorifique de secrétaire du roi ».
Le magistrat et homme politique René Négrier de la Crochardière, dans son manuscrit inédit Observations sur la ville du Mans et la province du Maine rédigé entre 1798 et 1816, liste René François Prudhomme de la Boussinière (et ses deux fils) dans ce qu'il appelle « les anoblis à prix d'argent » de la ville du Mans dans un chapitre dédié à « la noblesse qui existe dans la ville du Mans »,,.

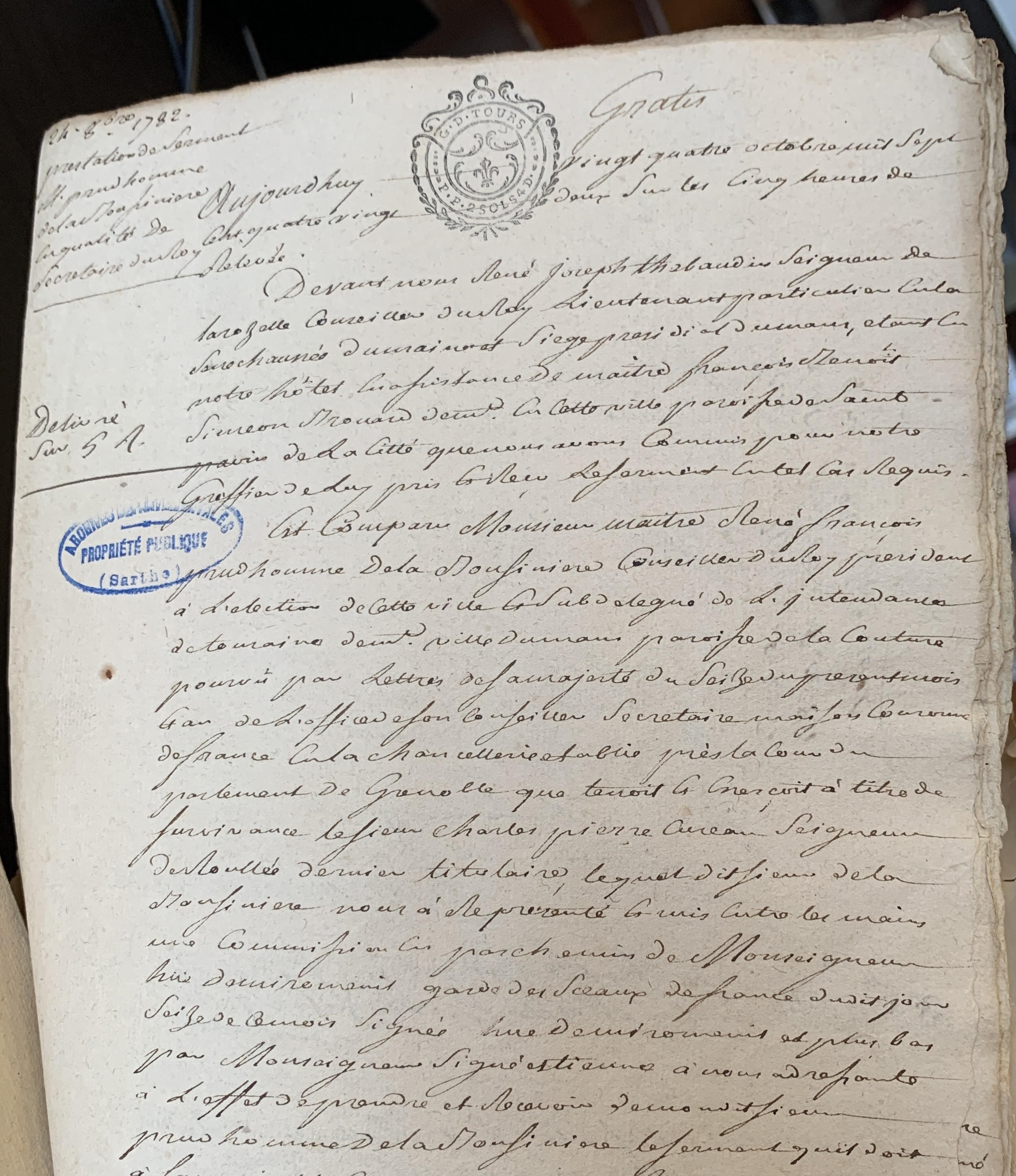
Prestation de serment en 1782 de René-Jean-François Prudhomme de la Boussinière.
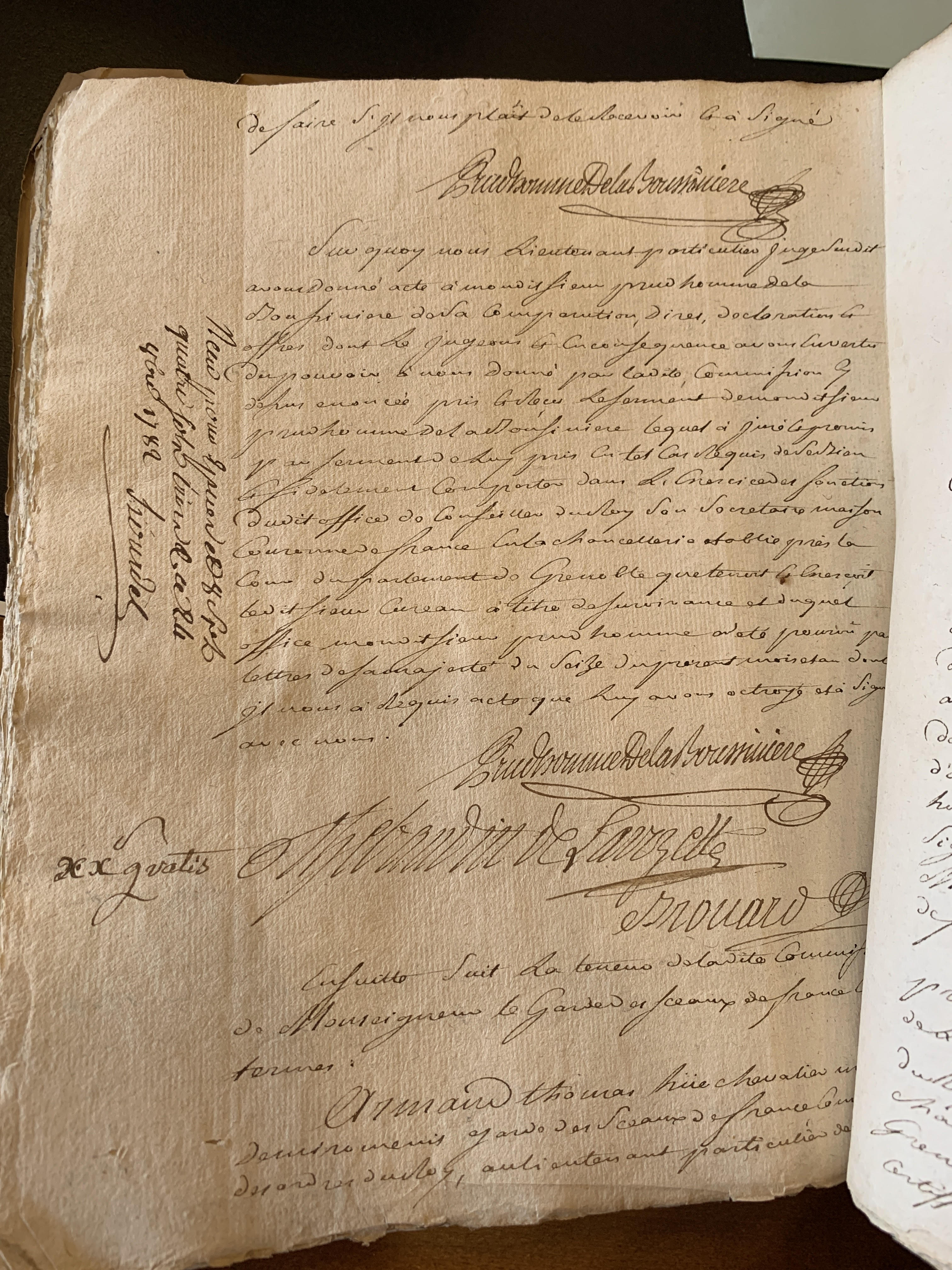
Suite.
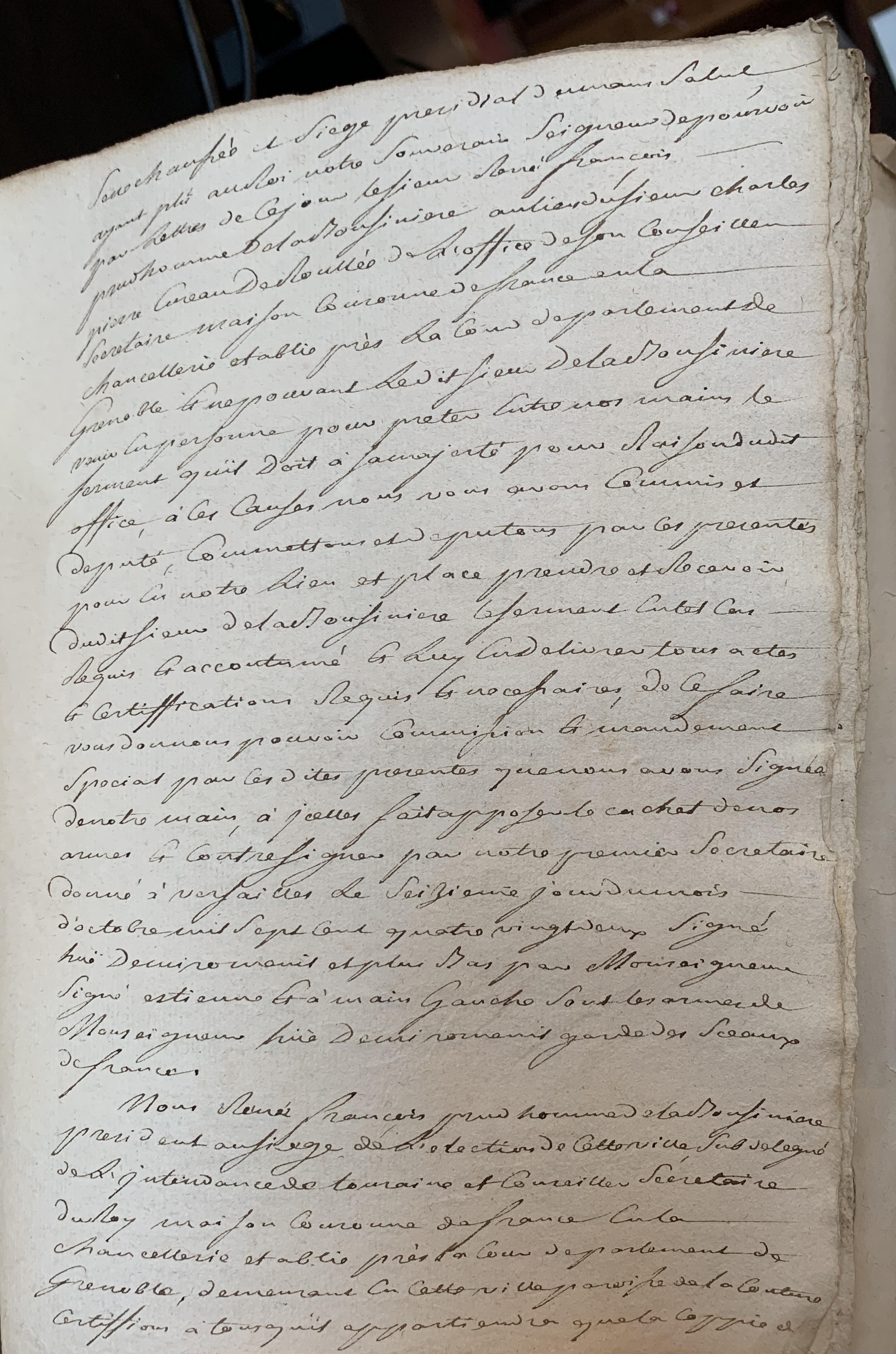
Suite.
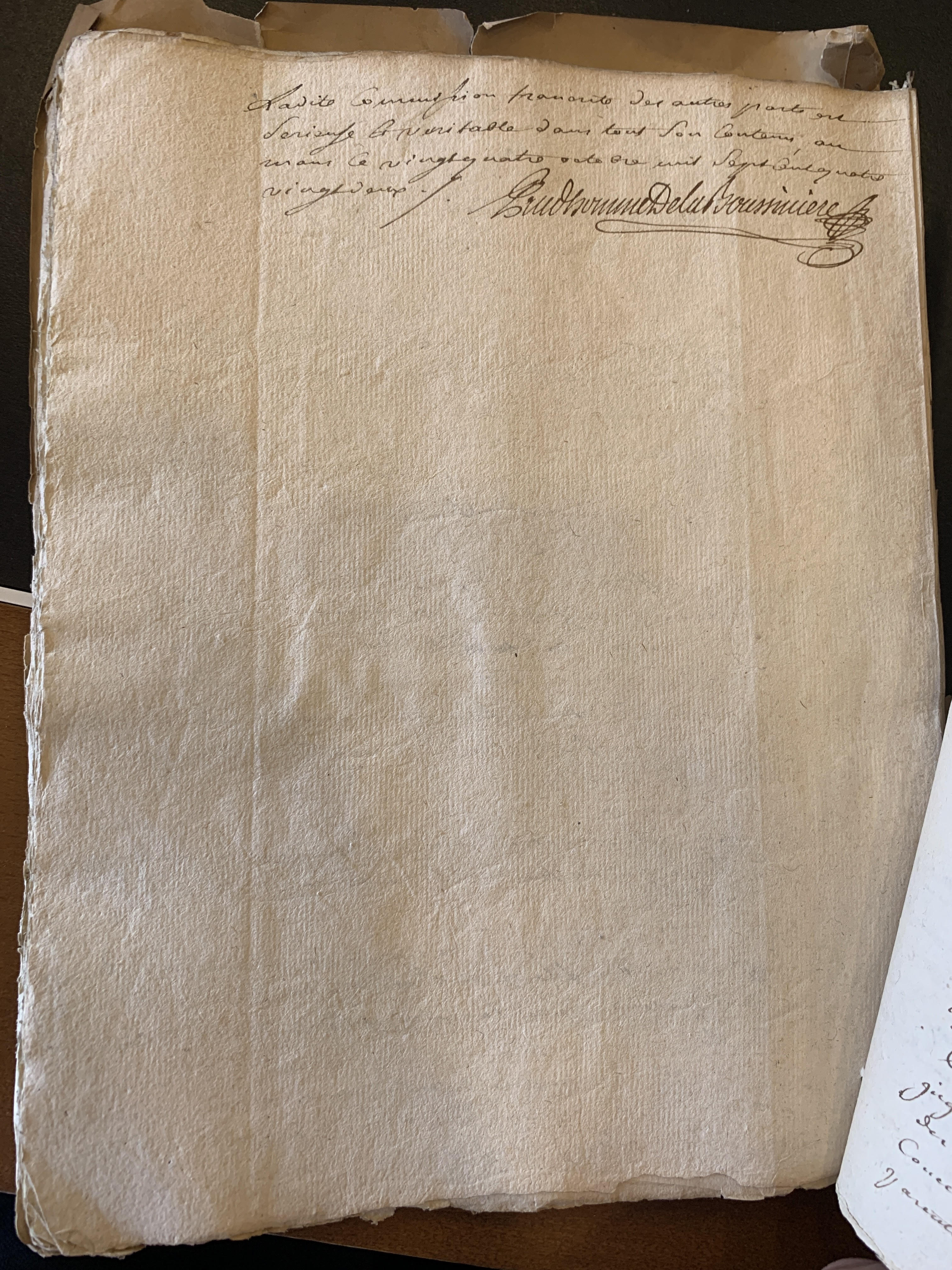
Fin.

De son mariage le 4 mai 1765 à Saint-Pierre-du-Lorouër avec Françoise Le Febvre (ou Lefèvre), il a deux fils auteurs de deux branches : René-Jean-François Prudhomme de La Boussinière (1766- 1863) et Jacques-François Prudhomme de La Boussinière (1773-1853).

##### Précisions sur la charge de secrétaire du roi exercée par René François Prudhomme de la Boussinière de 1782 à 1790
René-Jean-François Prudhomme de la Boussinière a ainsi acquis en 1782 une charge anoblissante au premier degré de secrétaire du roi. Le débat entre auteurs n'est pas tranché sur la conservation de la noblesse et sa transmission dans le cas où la charge anoblissante a été occupée moins de vingt ans à la suppression de la noblesse, le 23 juin 1790. René François Prudhomme de la Boussinière a exercé cette charge durant huit années.

### Sous la Révolution française

#### Deux frères ecclésiastiques que la Révolution oppose

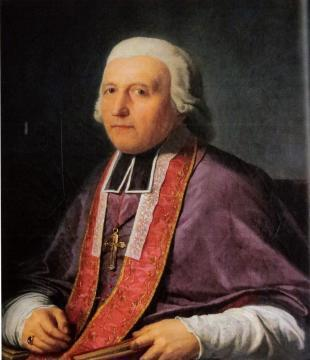
Mgr Jacques-Guillaume-René-François Prudhomme de la Boussinière (1728-1812).

Jacques-Guillaume-René-François, curé du Crucifix et docteur à la Sorbonne, a étudié au collège de l'Oratoire du Mans, et a soutenu en 1744 une thèse en logique et une thèse en métaphysique. En 1745 il soutient une thèse de morale et une thèse de philosophie, avec éloges. Il entrera comme professeur de philosophie au collège de Laon en 1752, et sera ordonné diacre cette même année, puis comme prêtre en 1757. Il est élu évêque constitutionnel de la Sarthe, son ordination épiscopale se déroulera à Paris le 13 mars 1791. Il démissionne en 1793 lors de l'instauration du Culte de la Raison et de l'Être suprême et se démet officiellement le 18 avril 1794.

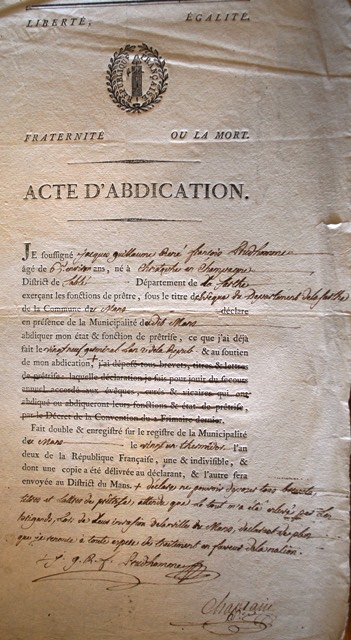
Acte d'abdication de Mgr Jacques-Guilllaume-René-François Prudhomme

Pierre est religieux à Saint-Vincent au Mans en 1750, en 1771 il devient prieur de Noyers en Touraine puis à Saint-Calais en 1774 et à Vendôme en 1781. Refusant la Constitution civile du clergé il sera incarcéré à Angers en 1792, déporté en Espagne et débarqué à La Corogne le 9 octobre 1792, il achève sa vie en exil à Saint-Jacques-de-Compostelle le 28 septembre 1798. Il s'était complètement désolidarisé de son frère.
Jacques-Guillaume-René-François et Pierre Prudhomme de La Boussinière figurent parmi les sept députés à la Chambre ecclésiastique de l'évêque d'Orléans.
En 1791, après l’émigration de Mgr de Jouffroy-Gonsans, évêque du Mans, Jacques-René-Guillaume Prudhomme de La Boussinière, curé du Crucifix, est élu évêque constitutionnel du Mans.
En 1792, le sous-prieur Pierre-Jacques Prudhomme de La Boussinière, frère de l'évêque constitutionnel, est lui incarcéré à Angers et déporté en Espagne où il meurt en 1798.

#### État des biens de la famille
Sous la Révolution les Prudhomme de La Boussinière achètent 75 hectares de biens d’église.
Le fils aîné de René-François Prudhomme de la Boussinière, alors propriétaire du château du Follet, fuit la Révolution et émigrera de nuit en Angleterre. Son père refuse de reconnaître pour sienne la voiture qu'il avait envoyé de Paris. Il obtient un certificat attestant qu’il « a dans toutes les occasions donné des preuves du plus pur civisme, agissant et s’expliquant de la manière la plus prononcée en faveur de la Révolution ». « Sur un avoir de 153 000 livres, la nation lui prend 39 000 livres dont un quart de bien nationaux achetée en 1791 et 1792, à sa femme 60 000 livres sur un avoir de 141 000 livres ».
Ainsi à l'époque de la Révolution la totalité des biens de René-François Prudhomme de la Boussinière est estimée à 294 000 livres. Le gouvernement lui en saisira 99 000.
Une somme de 1912 livres lui sera rendue plus tard car il « a fait tous ses efforts pour empêcher l’émigration de son fils, et un autre fils sert la République et s’est toujours bien conduit ». En effet, pendant la Révolution « René-Jean-François (sic) Prudhomme de la Boussinière eut un fils qui émigre de nuit en Angleterre ce qui provoque le pillage de la maison du subdélégué et la disparition de ses titres ».

### Depuis leXIXesiècle
Au XIXe siècle, cette famille poursuit son ascension sociale, compte des alliances nobles et donne des officiers. Elle se divise alors en deux branches qui subsistent de nos jours.
Une étude publiée par le CNRS sur les 280 personnes vivantes les plus notables de la Sarthe en 1809 d'après une liste établie cette année là sous le Premier Empire par Louis-Marie Auvray, fait figurer René-Jean-François fils et son frère Jacques « très honnête homme » ainsi que leur oncle évêque émérite du Mans. Les deux frères sont indiqué comme faisant partie des 60 propriétaires (personnes vivant des revenus de leurs terres) du département.

#### Branche aînée
Cette branche a pour auteur René-Jean-François Prudhomme de La Boussinière (1766- 1863), fils aîné de René François Prudhomme de la Boussinière (1735-1800), secrétaire du roi près le parlement de Grenoble de 1782 à 1790.
Il est anobli,,, par lettres patentes du 16 avril 1825.
Il est maire de la commune de Moncé-en-Belin.
Il a lui aussi deux fils : le premier, Adolphe, mourra sans postérité en 1885 tandis que le second, Édouard (1811-1902), reconnait devant notaire à Genève le 9 août 1865, ainsi que Constance Gaudard, un fils naturel, né le 29 avril 1837 au Mans qui à la suite de cette reconnaissance porte le nom Prudhomme de la Boussinière. Georges Prudhomme de la Boussinière est légitimé par le mariage de ses parents à Genève le 10 août 1865.
Édouard Prudhomme de La Boussinière (1811-1902)  est l'une des principales figures républicaines du Mans au XIXe siècle. Il est aussi connu comme le protagoniste dupé d'une affaire d'escroquerie au testament de son frère, dite « l'affaire de La Boussinière ».
Son fils, Georges Prudhomme de la Boussinière (né le 29 avril 1837 au Mans) reconnait avec Hortense Cavin un fils aussi nommé Georges Prudhomme de La Boussinière (né le 31 octobre 1892 au Mans et mort le 24 septembre 1959 à Villejuif), légitimé par le mariage subséquent de ses parents le 8 juillet 1893 au Mans.

#### Branche cadette

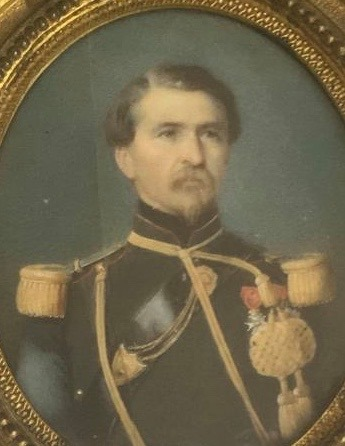
Louis Ferdinand Prudhomme de la Boussinière (1814-1855) lieutenant-colonel d'artillerie

Cette branche a pour auteur Jacques-François Prudhomme de La Boussinière (1773-1853), deuxième fils de René François Prudhomme de la Boussinière (1735-1800), secrétaire du roi près le parlement de Grenoble de 1782 à 1790.
Les auteurs contemporains sont divisés sur la noblesse de cette branche. Selon deux auteurs elle a été anoblie par la charge de secrétaire du roi occupée de 1782 à 1790 par René Jean François Prudhomme de la Boussinière,, selon d'autres elle est de noblesse inachevée,,.
En 1962, la géographe et spécialiste de l'agriculture sarthoise Jeanne Dufour, classe la famille parmi les grands propriétaires terriens de la champagne mancelle de son époque.
À cette branche appartiennent :
- Louis-Ferdinand Prudhomme de La Boussinière (1814-1855), lieutenant-colonel d'artillerie, officier de la Légion d'honneur, mort au combat en Crimée en Russie lors de la bataille de Malakoff à Sébastopol le 18 juin 1855.

- Joseph Prudhomme de la Boussinière (1864-1933), lieutenant-colonel d'artillerie, commandant du 61e régiment d'artillerie, il participe à la Bataille de la Somme (septembre et octobre 1916), à la Bataille de l’Aisne (avril et mai 1917) et à la Bataille de Verdun, officier de l'ordre national de la Légion d'honneur le 12 juillet 1917[Leonore 1].

- Christian de Prudhomme de la Boussinière (fils du précédent) (1895-1973), lieutenant d'infanterie (Janvier 1917), chevalier de l'Ordre national de la Légion d'honneur le 30 décembre 1931[Leonore 2], administrateur des ciments Lafarge[web 3].

### Possessions et demeures
Par date d'acquisition :
- le manoir de Monceaux (Sarthe) ;

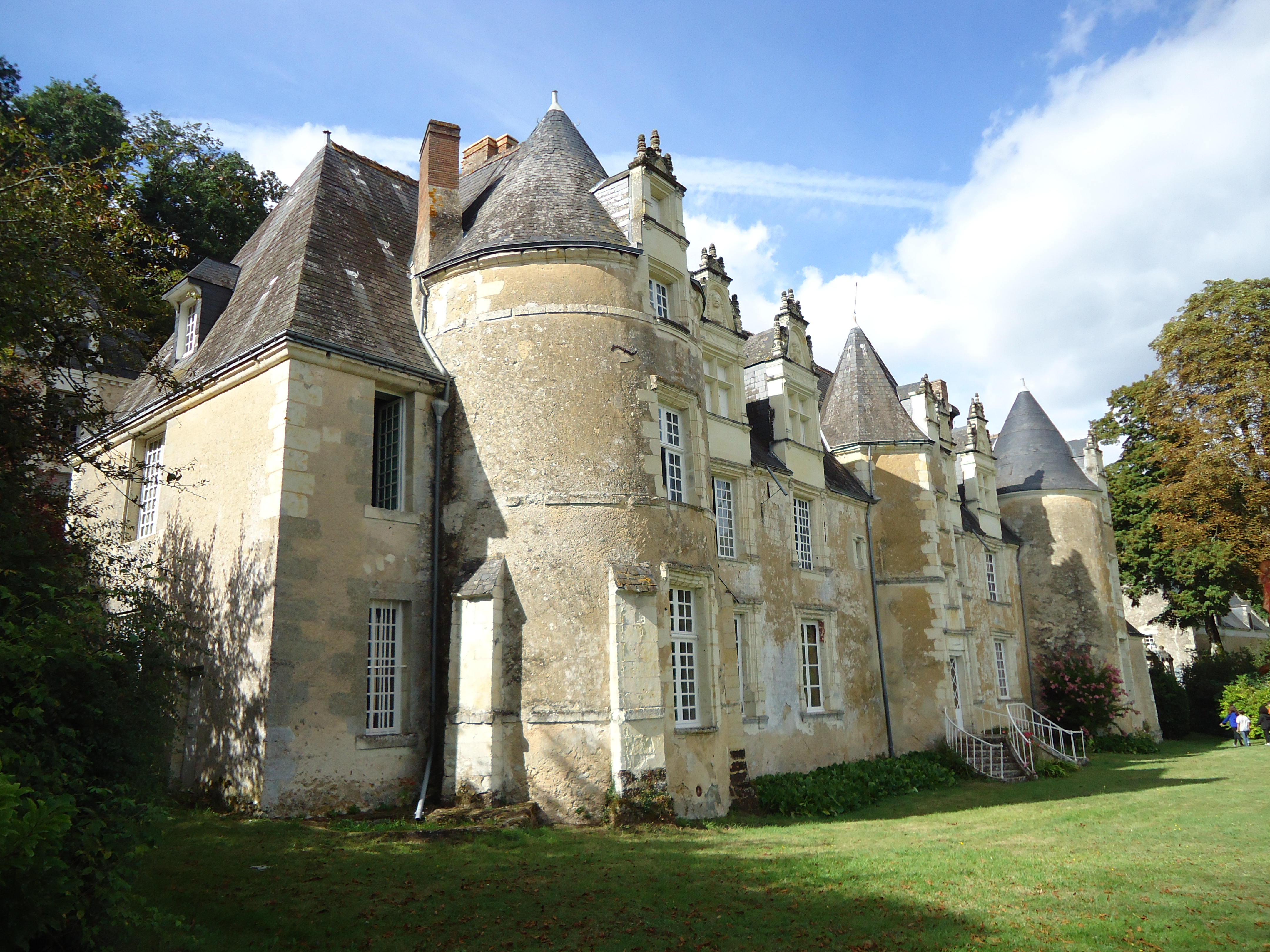
Le château de Bénéhard.

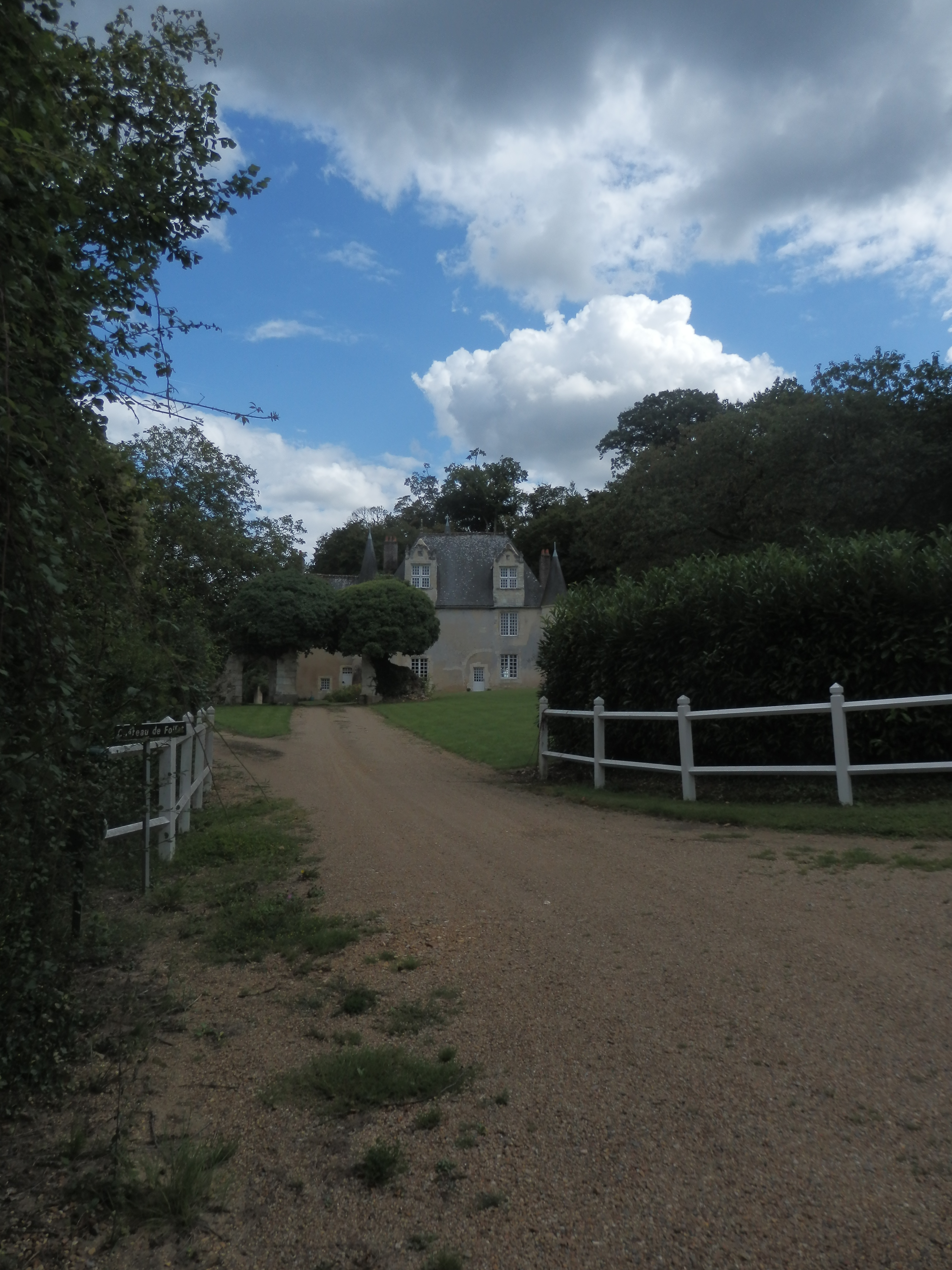
Le manoir du Follet.

- le château des Touches à Brains-sur-Gée devient la propriété de la famille Prudhomme de La Boussinière qui le fait reconstruire « à la moderne »[ouv 31]. Les armes de la famille y sont sculptées sur les ailes ;
- l'hôtel Prudhomme de La Boussinière au Mans, construit par René Prudhomme de la Boussinière vers 1740 ;
- le manoir du Follet (Sarthe[ouv 15]) ;
- le château de Bénéhard (les armes de la famille sont également sculptées sur la façade) (Sarthe) ;
- le château du Tilleul ;
- le manoir du Tromeur ;
- le château de la Poulatière (de nos jours appelé aussi par usage « château de la Boussinière ») à Tullins (Isère).

## Filiation
- Jacques Prudhomme, marié à Mathurine Luisné.
  - Guillaume Prudhomme, marchand et paroissien de Mareil-en-Champagne dans la Sarthe, épouse le 24 avril 1673 Louise Houdebert dont[ouv 5] :
    - Joseph Prudhomme, avocat au siège de Loué[EC 5],
    - Guillaume Emmanuel Prudhomme, notaire royal de Mareil-en-Champagne, né le 19 avril 1674 à Mareil-en-Champagne « fils d'honorable Guillaume Prudhomme, marchand »[EC 2] et mort le 3 septembre 1762, marié à Marie Cryé, fille de René Cryé, syndic de Joué-en-Charnie et de Marguerite Pichard[ouv 5] dont :
      - Marie Prudhomme, mariée à Pierre Le Roy sieur de La Valette[EC 6],  ;
      - Louis Prudhomme qui se titrait sieur du Perray qui succède, dès 1748 à son père, dans sa charge notariale de Mareil[ouv 8],  ;
      - Anne Prudhomme, née le 18 Décembre 1713[EC 7],  ;
      - Joseph Prudhomme, né le 13 Février 1736[EC 5],  ;
      - René Prudhomme, sieur[7]./seigneur de La Boussinière, seigneur des Touches[ouv 32], Saint-Christophe, Monceau, la Barberie, la Grande-Buchaille, etc. Né en 1701 et mort à Brains le 13 septembre 1788[EC 8], bourgeois du Mans, procureur du roi au grenier à sel de Loué en 1736, puis conseiller du roi à l'hôtel de ville du Mans, directeur de la Société d'agriculture du Mans en 1775, député du Tiers état à l'assemblée provinciale de la Généralité de Tours en 1787, marié au Mans le 20 janvier 1727, à Marie-Jeanne Bainville, mort le 19 avril 1743, a plusieurs enfants dont:
        - Jacques-Guillaume-René-François Prudhomme (né en 1728), curé du Crucifix puis nommé évêque constitutionnel de la Sarthe de mars 1791 à avril 1794[Bull 4] ;
        - René François Prudhomme des Touches[ouv 19],[EC 3] puis Prudhomme de La Boussinière[ouv 5],[7], seigneur[ouv 22] des Touches en Brains et autres lieux. Président au siège de l'élection du Mans (en 1761), subdélégué au Mans de l'intendant de Touraine (en 1764)[Bull 2],[web 1], conseiller-secrétaire du roi de 1782 à 1790 (selon Régis Valette)[19]. en la chancellerie établie près le parlement de Grenoble En 1789 il se qualifie « écuyer, conseiller du roi, son président en l’élection et subdélégué de l’intendant à Tours »[EC 4]. Selon Paul Bois, il figure sur la liste des acheteurs nobles pour les élections aux États généraux de 1789[ouv 22], marié en 1765 à Françoise Lefebvre[ouv 19],[EC 3], il meurt dans son manoir de Follet le 16 novembre 1800. Il a deux fils :
          - René-Jean-François Prudhomme de La Boussinière, né le 20 octobre 1766 et mort le 8 janvier 1863, marié le 3 décembre 1796 à Élisabeth Burrows[ouv 5]. Il est anobli par lettres patentes du 16 avril 1825[7],[14],[12]. dont :
            - Marie-Élisabeth-Françoise Prudhomme de La Boussinière, mariée à Charles du Hardaz de Hauteville[ouv 5];
            - Adolphe-Jacques-François-Marie Prudhomme de La Boussinière, marié le 25 novembre 1832 à Henriette-Matilde Lancrau de Bréon, mort sans postérité le 10 février 1885[ouv 5];
            - Édouard Prudhomme de La Boussinière (1811-1902), il reconnait devant notaire à Genève le 9 août 1865, ainsi que Constance Gaudard, un fils naturel, Georges jardin, né le 29 avril 1837 au Mans qui prend alors le nom Prudhomme de la Boussinière[16] et est légitimé par le mariage de ses parents le 10 août 1865, d’où postérité[ouv 5],[ouv 33] ;

          - Jacques-François Prudhomme de La Boussinière, né au Mans le 17 novembre 1773 et mort aux Touches en Brains en 1853, marié 1° le 23 février 1808 à Lucie-Louise-Gabrielle-Marie Goislard ; 2° à la Flèche le 29 septembre 1819 à Henriette- Augustine-Marie de Kermel, dont[ouv 5],[7].
            - (1°) Louis-Ferdinand Prudhomme de La Boussinière (1814-1855), officier de la Légion d'honneur, lieutenant-colonel, tué à la bataille de Malakoff le 18 juin 1855, marié en 1851 à Marie-Léonie Godard de Rivocet, dont une fille[7].
            - (1°) Sidonie Prudhomme de La Boussinière[7] ;
            - (1°) Thérèse Prudhomme de La Boussinière[7] ;
            - (2°) Olivier Prudhomme de La Boussinière, épouse sa cousine Marie de Kermel (nièce d'Henriette), d'où[7]:
              - Joseph Olivier Marie Prudhomme de La Boussinière (1864-1933), diplômé de l'École Polytechnique (X 1884), lieutenant-colonel d'artillerie, commandant du 61e régiment d'artillerie, il participe à la Bataille de la Somme (septembre et octobre 1916), à la Bataille de l’Aisne (avril et mai 1917) et à la Bataille de Verdun, officier de l'ordre national de la Légion d'honneur le 12 juillet 1917[Leonore 1], marié à Amicie du Dresnay.
                - Christian Marie de Prudhomme de La Boussinière (né le 20 janvier 1895 à Rennes et mort le 21 juillet 1973 à Vichy), (la particule « de » devant « Prudhomme de la Boussinière » apparaît dans son acte de naissance), lieutenant d'infanterie (1917), chevalier de la Légion d'honneur (1931)[Bull 5], marié le 27 août 1924 à Tullins à Louise Pavin de Lafarge, d’où postérité.

        - Pierre Jacques Prudhomme de La Boussinière (1723-1798), religieux à Saint-Vincent du Mans en 1750, en 1771 il devient prieur de Noyers en Touraine puis à Saint-Calais en 1774 et à Vendôme en 1781. Il préside aux destinées de l'église de la Couture de 1783 à 1788. Sous-prieur ensuite, il est incarcéré à Angers en 1792, déporté en Espagne et débarqué à La Corogne le 9 octobre 1792, Il achève sa vie en exil à Saint-Jacques de Compostelle le 28 septembre 1798. Il s’était totalement désolidarisé de son frère, l’évêque constitutionnel de la Sarthe[ouv 34].

## Alliances
Les principales alliances de la famille Prudhomme de La Boussinière sont, : Luisné (XVIIe siècle), Houdebert (XVIIe siècle), Cryé (XVIIe siècle), Bainville (1727), Lefebvre (1765), Burrows (1796), Goislard (1808), de Kermel (1819 et 1858), du Hardaz de Hauteville (1825), de Lancrau de Bréon (1832), Godard de Rivocet (1851), Godard (1865), Haudos de Possesse (1876), du Dresnay (1890), de Moucheron, Lunet de la Jonquière (1923), Pavin de Lafarge (1924), Fonlladosa, de Sartiges (1954), de Froissard, Le Bègue de Germiny (1984, 1993), d'Aboville (2019), de Gourcy (2022).

## Armes

Blason de la famille Prudhomme de La Boussinière.

Blason de la famille Prudhomme de Meslay.

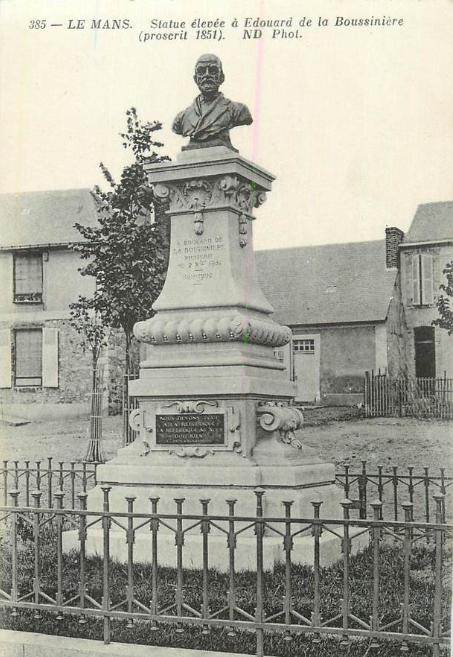
Buste en bronze d'Édouard Prudhomme de La Boussinière, place Saint Germain au Mans (installé en 1911 et retiré en 1941 pour la refonte)

La famille Prudhomme de La Boussinière a porté successivement les armes suivantes :
- au XVIIIe siècle, les Prudhomme échevins du Mans portaient : Écartelé, aux 1 et 4 d'azur à deux épées passées en sautoir d'argent, au chef d'argent chargé de trois merlettes de sable (Prudhomme), au 2 et 3 de gueules à la fasce d'or, au chef dentelé du même, et en pointe un chevron accompagné de trois quintefeuilles d'or 2 et 1[Bull 7] ;
- au XIXe siècle, la famille Prudhomme de La Boussinière portait les armes des Prudhomme de Meslay : D'azur à deux épées d'or passées en sautoir, accompagnées de trois merlettes du même, deux en flancs et une en pointe[Bull 7] (armes enregistrées à l'Armorial général par Jean-Étienne Prudhomme de Meslay[23]) ;
- Albert Révérend dans Les familles titrées et anoblies au XIXe siècle (1905) indique que, lors de son anoblissement en 1825, René-Jean-François Prudhomme de La Boussinière se voit concéder les armoiries « d'azur à deux épées d'argent montées d'or posées en sautoir ; au chef d'argent, chargé de trois merlettes de sable »[7]. Ces armes sont les mêmes que celles accordées à Charles Prudhomme, contrôleur des guerres en Touraine, lors de son anoblissement en janvier 1655 qui donne la famille Prudhomme de Meslay éteinte[Bull 7].
- la famille Prudhomme de La Boussinière subsistante porte de nos jours D'azur à deux épées d'argent montées d'or posées en sautoir ; au chef d'argent, chargé de trois merlettes de sable[19].

## Postérité
- En 1902, la municipalité du Mans donne le nom d'Édouard de la Boussinière à la place et à la rue Saint-Germain.
- Un buste en bronze d'Édouard de la Boussinière commandé par le comité républicain socialiste du quartier du Pré-Saint-Germain est érigé en 1911 place Edouard de La Boussinière au Mans. Il fait partie des statues métalliques retirées pour la refonte en 1941. La stèle comportait l'inscription « Nous devons tout sacrifier à la République, la République ne nous doit rien » (devise d'Édouard de La Boussinière)[web 4].
- École primaire Edouard de La Boussinière au Mans.